# قرار مجلس الأمن التابع للأمم المتحدة رقم 547
قرار مجلس الأمن التابع للأمم المتحدة رقم 547، المتخذ بالإجماع في 13 كانون الثاني / يناير 1984، بعد إعادة التأكيد على قراراته السابقة بشأن هذا الموضوع، أعرب المجلس عن قلقه من أحكام الإعدام الصادرة بحق عضو المؤتمر الوطني الأفريقي، ماليسيلا بنجامين مالواز.
دعا القرار سلطات جنوب إفريقيا إلى تخفيف الأحكام الصادرة بحق السيد مالواز، وحث جميع الدول الأعضاء والمنظمات الأخرى على المساعدة في إنقاذ حياة الرجل. مالويز، شاعر أسود، أدين بقتل شرطي. على الرغم من حكم المحكمة بأن مالويز كان تحت ضغط نفسي شديد في ذلك الوقت، أمر الرئيس بيتر ويليم بوتا بإعدامه. في 18 أكتوبر 1985، تم شنق مالويز في سجن بريتوريا المركزي.

## روابط خارجية
- نص القرار في undocs.org